# Championnat de France FFSA GT 2000
Navigation
édition précédente édition suivante
Le Championnat de France FFSA GT 2000 est la troisième édition du championnat.

## Engagés
| Équipe | Voiture | No. | Pilote | Cat. | Manches |
| ------ | ------- | --- | ------ | ---- | ------- |

| Icône | Catégorie |
| ----- | --------- |
|       |           |

## Calendrier de la saison 2000
| Manche | Manche | Date         | Meeting                               | Circuit                       | Lieu        | Région/Pays                  |
| ------ | ------ | ------------ | ------------------------------------- | ----------------------------- | ----------- | ---------------------------- |
| 1      | C1     | 9 avril      |                                       | Circuit de Lédenon            | Lédenon     | Languedoc-Roussillon, France |
| 1      | C2     | 9 avril      |                                       | Circuit de Lédenon            | Lédenon     | Languedoc-Roussillon, France |
| 1      | C1     | 9 avril      |                                       | Circuit de Lédenon            | Lédenon     | Languedoc-Roussillon, France |
| 1      | C2     | 9 avril      |                                       | Circuit de Lédenon            | Lédenon     | Languedoc-Roussillon, France |
| 2      | C1     | 28 mai       |                                       | Circuit de Dijon-Prenois      | Prenois     | Bourgogne, France            |
| 2      | C2     | 28 mai       |                                       | Circuit de Dijon-Prenois      | Prenois     | Bourgogne, France            |
| 2      | C1     | 28 mai       |                                       | Circuit de Dijon-Prenois      | Prenois     | Bourgogne, France            |
| 2      | C2     | 28 mai       |                                       | Circuit de Dijon-Prenois      | Prenois     | Bourgogne, France            |
| 3      | C1     | 1er juillet  | MOL FIA GT Budapest 500               | Hungaroring                   | Mogyoród    | Pest, Hongrie                |
| 3      | C2     | 2 juillet    | MOL FIA GT Budapest 500               | Hungaroring                   | Mogyoród    | Pest, Hongrie                |
| 4      | CE     | 16 juillet   | 500 km Magny-Cours / Euro Open Nissan | Circuit de Nevers Magny-Cours | Magny-Cours | Bourgogne, France            |
| 5      | C1     | 9 septembre  | Grand Prix GT                         | Circuit du Val de Vienne      | Le Vigeant  | Poitou-Charentes, France     |
| 5      | C2     | 10 septembre | Grand Prix GT                         | Circuit du Val de Vienne      | Le Vigeant  | Poitou-Charentes, France     |
| 6      | C1     | 23 septembre | Grand Prix de Nogaro                  | Circuit Paul Armagnac         | Nogaro      | Midi-Pyrénées, France        |
| 6      | C2     | 24 septembre | Grand Prix de Nogaro                  | Circuit Paul Armagnac         | Nogaro      | Midi-Pyrénées, France        |
| 7      | C1     | 21 octobre   | FIA GT Magny-Cours 500                | Circuit de Nevers Magny-Cours | Magny-Cours | Bourgogne, France            |
| 7      | C2     | 22 octobre   | FIA GT Magny-Cours 500                | Circuit de Nevers Magny-Cours | Magny-Cours | Bourgogne, France            |

## Résultats de la saison 2000
| Manche | Manche | Meeting | Vainqueur Inter | Vainqueur FFSA | Vainqueur Coupe | Vainqueur Trophée |
| ------ | ------ | ------- | --------------- | -------------- | --------------- | ----------------- |
| 1      | C1     |         |                 |                |                 |                   |
| 1      | C1     |         |                 |                |                 |                   |
| 1      | C2     |         |                 |                |                 |                   |
| 1      |        |         |                 |                |                 |                   |